# Drra på – kul grej på väg till Götet
Drra på – kul grej på väg till Götet är en svensk film från 1967 i regi av Hasse Wallman.

## Handling
Ett gäng olika popband med managers ska åka till Göteborg, men flygplanet dit blir tyvärr inställt på grund av dimma. På sina egna sätt försöker banden med sina managers åka till Göteborg, men det visar sig vara lättare sagt än gjort.

## Medverkande (i urval)
- Eva Rydberg - Popsy
- Akke Carlsson - manager för Lee Kings
- Tjadden Hällström - manager för The Spotnicks
- Inga Gill - manager för Ola and the Janglers
- Knatten Andersson - manager för Jerry Williams & The Violents
- Mats Bahr - manager för Shanes
- Gustaf Lövås - manager för Sten & Stanley
- Ingemar Johansson - busschauffören
- Cornelis Vreeswijk - biografmaskinisten
- Picko Troberg - en bilist
- Bosse Parnevik - en imitatör
- Börje Nyberg - en brandsoldat
- Mille Schmidt - en bilist
- Harry Dahlgren - en mopedförare[2]

## Visningar
Filmen hade premiär 21 augusti 1967. Den visades även på TV4 4 juli 1991.

## DVD
Filmen gavs ut på DVD 2006.